# Суйстамо
Суйста́мо (карел. Suistamo) — посёлок в составе Лоймольского сельского поселения Суоярвского района Республики Карелия России. Комплексный памятник истории.

## Общие сведения
Расположен на берегу озера Суйстамонъярви. Остановочный пункт (разъезд разобран в начале 2000-х годов) на перегоне Алатту — Леппясюрья (334,9 км).
Посёлок расположен в трёх километрах от одноимённой железнодорожной станции. В посёлке находится церковь «Ольховая глушь». Около неё от основной автомобильной трассы отходит дорога на посёлок Соанлахти, расположенный на берегу озера Янисъярви.
Название посёлка переводится с финского языка как «дельта».

## История
Первые упоминания о Суйстамо относятся к XV веку.
В переписной окладной книге Водской пятины 1500 года упоминаются «деревня Суистома у озера у Суистомы» (11 дворов) в составе Островской перевары и «деревня Суистома» (1 двор) в составе Лахтинской перевары Сортавальского погоста Корельского уезда.
В 1589 году в Суйстамо была освящена православная часовня. В 1650 году был образован приход Суйстамо.
В 1721 году, согласно итогам Ништадтского мирного договора, Карельский перешеек и Приладожье, в том числе и Суйстамо, были присоединены к Российской империи и вошли в состав Выборгской губернии. В 1811 году Выборгская губерния была воссоединена с Великим княжеством Финляндским.
В 1844 году в Суйстамо была построена деревянная Никольская Церковь (арх. Карл Людвиг Энгель). Первоначально здание, выполненное в стиле классицизм, имело колокольню, которая не сохранилась до наших дней. В 1885 году открыта народная школа.
Недалеко от Никольской церкви в 1920-е годы был построен приходской дом, сооружённый в стиле функционализма. Рядом с ним расположена братская могила героев 1918 года.
В сентябре 1918 года в Суйстамо была основана семинария для подготовки учителей начальных школ. Комплекс зданий семинарии не сохранился.
В 1924 году, после завершения строительства 108-километрового участка Маткаселькя — Суоярви, в Суйстамо появляется железнодорожная станция.
В 1928—1929 годах в приходе действовало 13 народных школ. В 1930 году был построен Суйстамский рыбоводный завод, который действовал до 1980-х годов.
В начале зимы 1939 года, после нападения СССР, всё население восточной части прихода было эвакуировано вглубь Финляндии. К 15 декабря наступавшие советские части были остановлены на рубеже реки Коллаа. Несмотря на ежедневные советские атаки и потери более чем половины личного состава, рубеж Коллаа удерживался финскими войсками до окончания боевых действий в марте 1940 года.
По завершении Зимней войны, согласно условиям Московского мирного договора, вся территория прихода отошла к СССР. Финское население было эвакуировано. В административном отношении территория прихода была присоединена к Карело-Финской ССР.
В начале Войны-продолжения, летом 1941 года, финские войска под командованием генерала Пааво Талвела вернули территорию Суйстамо.
21 июня 1944 года началось наступление советских войск со Свири, остановленное к 4 августа на линии Леметти — Кясняселькя.
По договору от 19 сентября 1944 года Суйстамо вновь отошло к СССР.
В советское время в Суйстамо размещался пионерский лагерь. Приходской дом использовался для административных целей, а православная Никольская церковь превращена в столовую. Могильные плиты со старого кладбища использовались для обозначения ворот на футбольном поле.
Памятник финским воинам 1939—1944 годов был установлен обществом «Суйстамо» в 1992 году на территории кладбища (первоначальные надгробия не сохранились). На плите выбиты имена 270 человек — уроженцев Суйстамо, погибших на фронтах Второй мировой войны.

## Рунопевцы
На старом приходском кладбище Суйстамо расположены могилы рунопевца Ивана Онойлы и плакальщицы Матьо Платтонен. Двоюродные брат и сестра — представители рунопевческого рода Сотикайнен, ведущего своё начало от Сотика из Лоймола.
Онойла (умер в 1924 году) — исполнитель рун и заговоров. Приобрёл известность после выступления на фольклорном празднике в Сортавале в 1896 году.
Платтонен (умерла в 1928 году) — исполнительница свадебных и похоронных причитаний, а также рун. От неё было записано более 20 заговоров. В 1906 году выступала на фольклорном празднике в Сортавале. В 1924 году была удостоена правительственной пенсии за вклад в сохранение национальной культуры. В 1928 году участвовала в работе международного культурного конгресса в Будапеште. Исполняла причитания на могиле Ийвана Онойла во время его похорон.
Памятники на могилах установлены обществом «Калевала».
С приходом Суйстамо также связано имя рунопевца Петри Шемейкка, получившего известность после выступления на фольклорном празднике в Хельсинки в 1900 году. Его виртуозную игру на кантеле тогда высоко оценил финский композитор Ян Сибелиус. Он же послужил прототипом для памятника рунопевцам Карелии, установленного на площади Вяйнемёйнена в Сортавале в 1935 году, в честь столетия со дня первого издания «Калевалы».
На новом приходском кладбище захоронены также супруги-рунопевцы Ийвана Хяркёнен (03.09.1827 — 07.07.1905) и Пелагия Сотикайнен-Хяркёнен (09.10.1834 — 23.02.1899).

## Население общины
Общее число жителей общины Суйстамо (24 населённых пункта) составляло к 1930-му году 7919 человек. В 1939 году православных членов общины насчитывалось 7650 прихожан.
- 1908 — 7 329
- 1930 — 7 919 ▲
- 1936 — 8 094 ▲
- 1939 — 8 986 ▲

## Население посёлка
| 2002 | 2009 | 2010 | 2013 |
| ---- | ---- | ---- | ---- |
| 151  | ↘111 | ↘93  | ↘81  |

### Известные уроженцы и жители
- Тихон (Тайякка) (1928—2000) — митрополит Гельсингфорсский
- Шемейкка Петри (1819—1916) — карельский рунопевец

## Улицы Суйстамо
- Центральная ул.

## Транспорт
В 1924 году, после завершения строительства 108-километрового участка Маткаселькя-Суоярви, в Суйстамо появляется железнодорожная станция.
Через станцию Суйстамо курсируют поезда в направлении таких населенных пунктов, как: Санкт-Петербург, Суоярви, Костомукша, Петрозаводск.